# Dictyonema
Pour le genre de graptolite, voir Dictyonema (graptolite).
Genre

Dictyonema est un des rares genres de champignons lichénisés (lichens) appartenant au groupe des basidiomycètes.

## Liste des espèces
D'après la 10e édition du Dictionary of the Fungi (2007), ce genre contient les espèces suivantes :
- Dictyonema glabratum  (Spreng.) D. Hawksw. (1988)
- Dictyonema interruptum  (Carmich. ex Hook.) Parmasto (1978)
- Dictyonema irpicinum  Mont. (1848)
- Dictyonema ligulatum  (Kremp.) Zahlbr. (1908)
- Dictyonema melvinii  Chaves, Lücking & Umaña (2004)
- Dictyonema minus  Lücking, E. Navarro & Sipman (2004)
- Dictyonema moorei  (Nyl.) Henssen (1963)
- Dictyonema thelephora  (Spreng.) Zahlbr. (1931)